# Lijst van beelden in Midden-Delfland
Dit is een (onvolledige) chronologische lijst van beelden in Midden-Delfland. Onder een beeld wordt hier verstaan elk driedimensionaal kunstwerk in de openbare ruimte van de Nederlandse gemeente Midden-Delfland, waarbij beeld wordt gebruikt als verzamelbegrip voor sculpturen, standbeelden, installaties, gedenktekens en overige beeldhouwwerken.				
Voor een volledig overzicht van de beschikbare afbeeldingen zie: Beelden in Midden-Delfland op Wikimedia Commons.				

## Midden-Delfland
| Geplaatst | Omschrijving                 | Kunstenaar                  | Straat                        | Plaats      | Materiaal | Afbeelding |
| --------- | ---------------------------- | --------------------------- | ----------------------------- | ----------- | --------- | ---------- |
| 1887      | Christus (Goede Herder)      |                             | Meester Postlaan 6 (kerk)     | Maasland    |           |            |
| 1938      | Beatrixbank                  |                             | Hofsingel / Commandeurskade   | Maasland    |           |            |
| 1941      | Sint Jozef met twee kinderen | Charles Grips               | Schoolplein 2 (School)        | Schipluiden |           |            |
| 1950      | Oorlogsmonument              | Albert Termote              | Burg. Musquetiersingel 56     | Schipluiden |           |            |
| 1955      | Monument aan de Hofsingel    | Ir. A. Warnaar              | Hofsingel                     | Maasland    |           |            |
| 1988      | Schaatser                    |                             | Kon. Julianaweg               | Maasland    |           |            |
| 2003      | Korpershoek                  | Tineke van Gils             | Gentsingel                    | Schipluiden |           |            |
| 2011      | Kunstkoe                     | Rina Molenaar-van Dorp      | Rotonde A20                   | Maasland    |           |            |
|           | Maria                        |                             | Oranje Nassauplein 27         | Den Hoorn   |           |            |
|           | Nieuw Landschap              |                             | Zuidkade                      | Schipluiden |           |            |
|           | Een goed gevoel              | Corry Ammerlaan-van Niekerk | Voordijkshoorn / Kaasjeskruid | Den Hoorn   |           |            |
|           | onbekend                     |                             | Gemeentehuis                  | Maasland    |           |            |
|           | onbekend                     |                             | Hofsingel 18                  | Maasland    |           |            |